# Fenobarbital
Fenobarbital (též phenobarbital, phenobarbitone; systematický název je 5-ethyl-5-fenylpyrimidin-2,4,6(1H,3H,5H)-trion, sumární vzorec C12H12N2O3) je barbiturát, který poprvé uvedl na trh Friedrich Bayer a spol. pod značkou Luminal. Je nejšířeji používaným antikonvulzivem na celém světě a nejstarším dosud používaným. Má též sedativní a hypnotické účinky, ale stejně jako jiné barbituráty byl pro tyto indikace nahrazen benzodiazepiny. Světová zdravotnická organizace doporučuje jeho prvoinstanční použití v rozvojových zemích pro parciální a generalizované tonicko-klonické křeče (známé dříve jako Grand Mal). Je důležitým lékem seznamu základních léků WHO, což je seznam minimálních lékařských požadavků pro systém základní zdravotní péče. V bohatších státech již není pro takovou medikaci doporučen, je však alternativou pro pacienty, kteří nereagují na léčbu modernějšími antiepileptiky. Po celém světě se také stále používá pro léčbu novorozeneckých křečí.
V Česku jsou v současné době registrovány tři léčivé přípravky s fenobarbitalem - kromě zmíněného Luminalu (k dispozici pro injekční podání v dávkách po 200 mg) jsou to přípravky Phenaemal (100 mg) a Phenaemaletten (15 mg) v tabletách.